# Stenoterommata quena
Stenoterommata quena är en spindelart som beskrevs av Pablo A. Goloboff 1995. Stenoterommata quena ingår i släktet Stenoterommata och familjen Nemesiidae. Inga underarter finns listade i Catalogue of Life.